# CRYBB1
CRYBB1‏ (Crystallin beta B1) هوَ بروتين يُشَفر بواسطة جين CRYBB1 في الإنسان.